# Rue de la Carpe-Haute
La rue de la Carpe-Haute, est une voie de circulation de la ville de Strasbourg.

## Situation et accès
Située dans le quartier de La Robertsau, elle débute quai Jacoutot et se termine rue de Rouen au début du port au pétrole.

## Toponymie
La voie a porté successivement différents noms, en français ou en allemand :
- Der hintere Ort (« le hameau situé à l'écart ») en 1790[1] ;
- Grossgut (« grand domaine ») en 1790[1] ;
- Quartier Bleu en 1870[1] ;
- Blaues Quartier (« quartier bleu ») en 1872 après l'annexion par l'Empire allemand[1] ;
- Karpfenweg (« chemin de la Carpe ») en 1880[1],[2] ;
- Kleinniedersand (« petite terre basse sablonneuse ») en 1894[1] ;
- Rue de la Carpe en 1918[1],[2] ;
- Rue de la Carpe-Haute en 1919[1],[2] ;
- Karpfenweg (« chemin de la Carpe ») en 1940 après l'annexion de fait par le Troisième Reich[1],[2] ;
- Rue de la Carpe-Haute en 1945 à la Libération[1],[2] ;

## Origine du nom
Il y a plusieurs hypothèses sur l'origine du nom, un peu particulier, « Carpe-Haute ».
Son nom serait la traduction phonétique déformée de Karpfenwoog, Karpfenwaag ou Karpfenhot (« Flots peuplé de carpes »). Il serait aussi une déformation francisée de Karpenheut du nom du propriétaire du lieu-dit. Enfin une troisième version serait l'évolution du terme « escarpe-haute » désignant une fortification située au bord du Rhin (actuel Port aux pétroles),.

## Bâtiments remarquables et lieux de mémoire
- Au no 2 se situe le centre culturel Saint-Thomas. À l'origine, ce sont les jésuites qui acquièrent le domaine qui est confisqué à la Révolution et acheté par le général Jean-Victor Tharreau. En 1824, dans le besoin, sa veuve le vend à l'évêché de Strasbourg. En 1974, est inauguré le centre culturel Saint-Thomas initialement destiné à la formation des religieux. Du 8 au 11 octobre 1988, le pape Jean-Paul II y séjourne pendant son voyage à Strasbourg. Dans le jardin du domaine, une croix commémore cet événement[1],[3].
- Au no 4, dans une maison traditionnelle à colombage, aurait résidé le compositeur Jules Massenet[1],[3].

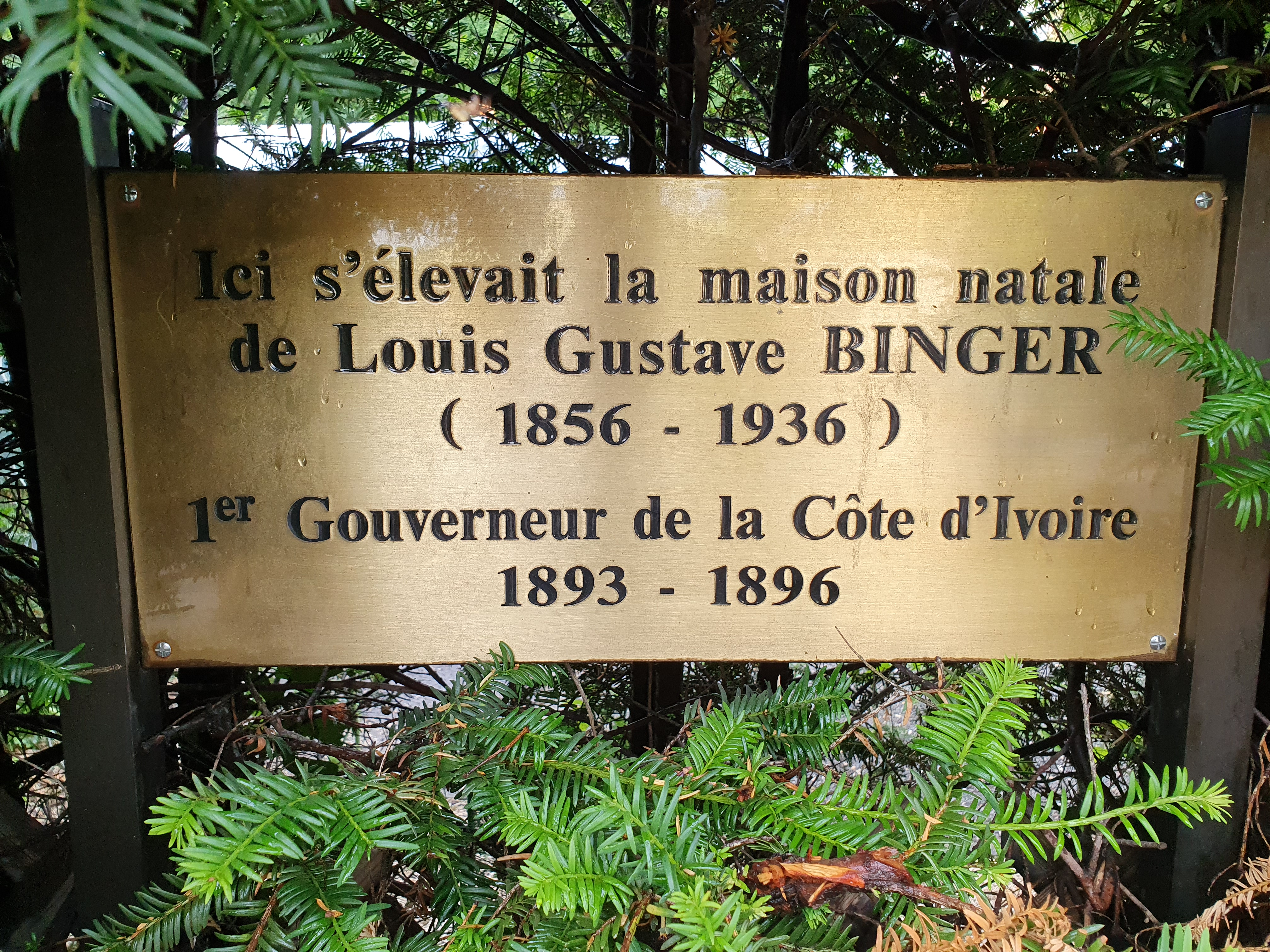
Plaque devant la maison natal de Louis-Gustave Binger rue de la Carpe-Haute.

- Plaque devant la maison natal de Louis-Gustave Binger rue de la Carpe-Haute.Au no 43 se trouvait la maison natale de Louis-Gustave Binger, officier et explorateur qui est le premier gouverneur de la Côte d’Ivoire française (1893-1895). La maison d'origine s'effondre en grande partie le 27 octobre 1981. Elle est reconstruite à l'identique et une plaque commémorative y est posée par Le Souvenir français[1],[4],[5],[6].

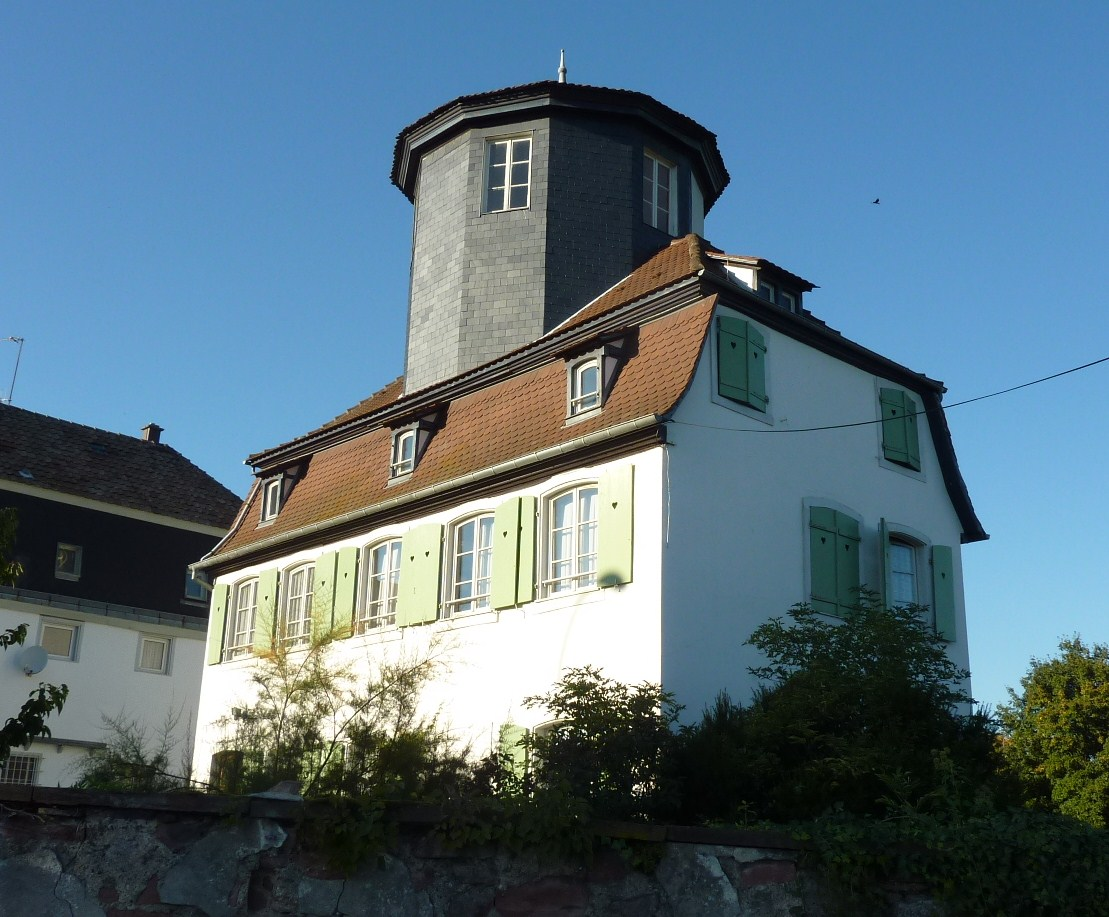
Maison des douaniers avec sa tour hexagonale.

- Maison des douaniers avec sa tour hexagonale.Au no 51, se situe la « maison des douaniers » datant XVIIIe siècle qui se distingue par sa toiture à la mansart surmontée d'une tour de guet à section polygonale qui permettait de surveiller les bras du Rhin. Le bâtiment est rénové en 2003[1],[7].